# Brögel
Brögel war eine Ortslage in der bergischen Großstadt Wuppertal. Die Ortslage ist aus einem der mittelalterlichen Ursprungshöfe Barmens hervorgegangen.

## Lage und Beschreibung
Brögel liegt im Wohnquartier Friedrich-Engels-Allee des Stadtbezirks Barmen (Bereich Unterbarmen) im Tal der Wupper zwischen dem Fluss und der Friedrich-Engels-Allee, der Bundesstraße 7 und Hauptverkehrsachse. Brögel ist heute keine eigenständige Ortslage mehr, sondern Teil der umfangreichen innerstädtischen Gewerbe- und Wohnbebauung im dicht besiedelten Wuppertal.
Brögel wurde in Oberste Brögel und Unterste Brögel unterschieden. Unterste Brögel lag im Bereich der heutigen Warndstraße und der Unterbarmer Farbmühle, während Oberste Brögel im Bereich der Straßen Wartburgstraße, Martin-Luther-Straße, Loher Straße und Am Brögel angesiedelt war. Zu den herausragenden Bauwerken bei Brögel zählen das Polizeipräsidium Wuppertal, Köbners Kirche und vor allem die 1828–32 errichtete Unterbarmer Hauptkirche.
Früher befand sich nördlich gegenüber der Köbners Kirche eine Gasanstalt. Auf diesem Gelände steht seit 2013 das Gebäude der Junior-Uni Wuppertal.

## Etymologie und Geschichte

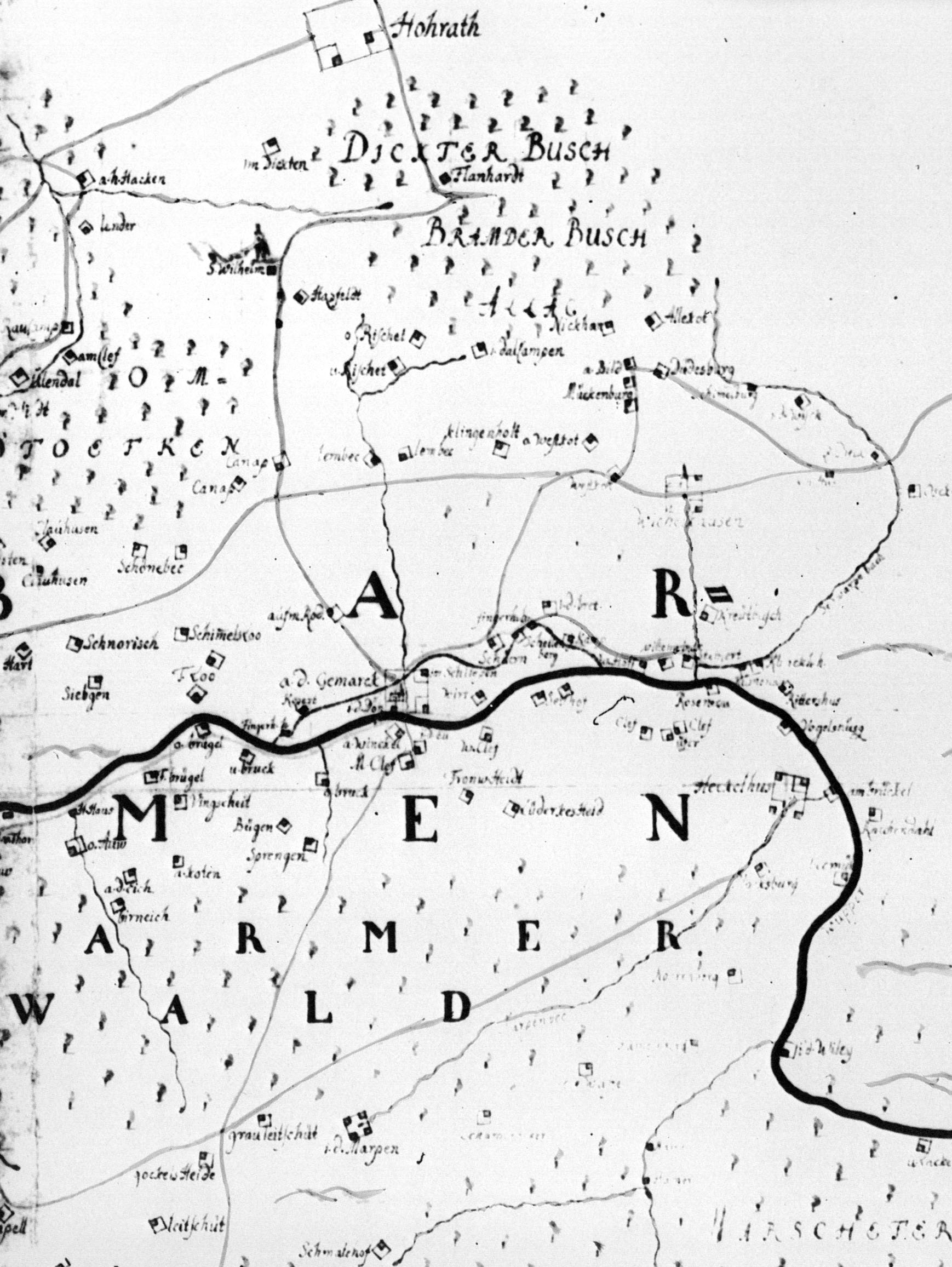
Karte der Hofschaften im Gebiet des heutigen Barmen von Erich Philipp Ploennies (1715)

Zu der Deutung des Namens Brögel gibt es zwei Ansichten. Eine spricht von einem Steg (= Brögel, Brücke) über die Wupper. Eine andere sieht in Brögel eine Ableitung des lateinisch Broglium, Broglius, das eng umgrenztes, eingezäuntes (Sumpf-)Gelände bedeutet. Beide Deutungen sind in diesem Ortsbereich nachvollziehbar.
Die früheste mit Datum gesicherte Erwähnung Brögels als Brügel stammt aus der Beyenburger Amtsrechnung (Abrechnung des Rentmeisters an die Bergisch-herzogliche Kameralverwaltung) des Jahres 1466. Aus dieser geht hervor, dass der Wohnplatz Brögel bereits zu dieser Zeit in drei Vollhöfe unterteilt war, die einem  Til vor dem Brügel, einem Gockel vor dem Brügel und einem Wülbers vor dem Brügel gehörten.
Aufgrund der ungenügenden Quellenlage ist es nicht belegt, aber möglich, dass Brögel zu den bereits im Jahr 1244 genannten „Gütern in Barmen“ („Bona de Barme“) im kurkölnischen Gebiet gehörte, die von dem Grafen Ludwig von Ravensberg als Allod in den Besitz der Grafen von Berg unter Graf Heinrich IV. übergingen. Territorial lag das Gebiet um Brögel als Teil von Unterbarmen ab dem späten 14. Jahrhundert im bergischen Amt Beyenburg. Kirchlich gehörte es bis zur Einrichtung einer eigenen Barmer Pfarrei dem Kirchspiel Elberfeld an. 1641 wird die Größe Brögels mit 55 Morgen angegeben.
1715 wird auf der Topographia Ducatus Montani des Erich Philipp Ploennies nur zwischen zwei Höfen o.Brügel (Oberste Brügel) und F.Brügel (Unterste Brögel) unterschieden. Mit den übrigen Höfen in der Bauerschaft Barmen war Brögel bis 1806 Teil des bergischen Amtes Beyenburg.
Bis zum Beginn des 19. Jahrhunderts waren die Brögeler Höfe eigenständige Ortslagen in der Wupperaue. Mit der Entwicklung Unterbarmens zu einem der Siedlungszentren im Wuppertal, die mit dem Bau der Hauptkirche bis 1832 unterstrichen wurde, gingen die Brögeler Höfe vollständig in innerstädtischer Bebauung auf.
Von dem Wohnplatz stammt die Barmer Familie Brögelmann bzw. Brügelmann ab. Deren bekanntester Vertreter, Johann Gottfried Brügelmann, führte 1783 die erste Spinnmaschine auf den europäischen Kontinent ein.